# Rodolfo Gonzalez (boxe anglaise)
Rodolfo Gonzalez est un boxeur mexicain né le 16 décembre 1945 à Guadalajara.

## Carrière
Passé professionnel en 1959, il devient champion du monde des poids légers WBC le 10 novembre 1972 en stoppant au 12e round son compatriote Chango Carmona. Gonzalez conserve sa ceinture aux dépens de Ruben Navarro et d'Antonio Puddu puis est battu par Guts Ishimatsu le 11 avril 1974. Il met un terme à sa carrière après avoir également perdu le combat revanche la même année sur un bilan de 80 victoires, 8 défaites et 1 match nul.